# Lorenzo Alfonsi
Lorenzo Alfonsi (Sesto Fiorentino, 4 novembre 1980) è un pilota motociclistico italiano.
È stato Campione Europeo della classe Superstock nel 2004.

## Carriera
Nel 2001 si classifica nono nel campionato italiano Stock 1000, continua a gareggiare nel CIV anche nel 2002 quando chiude terzo (con una gara vinta), e nel 2003 che chiude undicesimo, corre inoltre in varie categorie internazionali.
Dopo tre anni nel campionato Europeo della classe Superstock, il quarto anno (nel 2004) vince il titolo, nella stessa stagione si classifica al sesto posto nel campionato italiano Superbike. L'anno successivo si sposta nel mondiale Superbike con la Yamaha YZF R1 del team D.F.X. Treme, con cui raccoglie cinque punti. Nella stessa stagione si classifica nono nel CIV Superbike vincendo una gara.
Nel 2006, in sella ad una Ducati 999 del team PN Corse, si classifica terzo nel campionato italiano Superbike. Conclude tutte le gare a punti, ottenendone venticinque nella gara inaugurale a Monza chiudendo dietro alla wildcard senza punti Ruben Xaus. Nella stessa stagione disputa alcune gare del mondiale Superbike come wildcard.
Nel 2007 è passato al campionato mondiale Supersport correndo con una Honda CBR600RR nel team Althea Honda con compagno di squadra il giapponese Katsuaki Fujiwara. Dopo un 2008 dove non ottiene punti partecipando ancora al mondiale Supersport, ritorna nel 2009 al CIV dove, dopo aver disputato gran parte della stagione in Supersport, coglie la maggior soddisfazione nell'ultima gara quando sulla Honda coglie un quinto posto al Mugello nella categoria Superstock. Nel 2010 continua nella Superstock italiana correndo dapprima con la Honda e poi con la BMW (vincendo al Mugello). Con la moto tedesca ha corso anche nel 2011, concludendo all'ottavo posto nella generale.
Nel 2012 viene richiamato nel mondiale Superbike dal team Pro Ride Real Game Honda per sostituire Raffaele De Rosa, ma prende parte solo alla prova di Imola in quanto la squadra perde delle sponsorizzazioni e decide di ritirarsi dal campionato. Contestualmente al mondiale, partecipa alla Stock 1000 nel CIV dove, in sella ad una BMW, chiude tredicesimo. Nel 2013 è pilota titolare nel campionato italiano Superbike dove, utilizzando motociclette Kawasaki e BMW chiude la stagione al ventiquattresimo posto.

## Risultati in gara

### Campionato mondiale Superbike
| 2005 | Moto   |  |  |     |     |    |    |     |    |     |    |    |    |    |    |    |    |     |     |  |  |  |  |  |  |  |  |  |  | Punti | Pos. |
| ---- | ------ |  |  | --- | --- | -- | -- | --- | -- | --- | -- | -- | -- | -- | -- | -- | -- | --- | --- |  |  |  |  |  |  |  |  |  |  | ----- | ---- |
| 2005 | Yamaha |  |  | Rit | Rit | 14 | 15 | Rit | 16 | Rit | NP | 16 | 14 | 22 | 20 | 18 | 16 | Rit | Rit |  |  |  |  |  |  |  |  |  |  | 5     | 32º  |

| 2006 | Moto            |  |  |  |  |     |     |    |    |  |  |    |     |  |  |  |  |  |  |  |  |  |  |  |  |  |  |  |  | Punti | Pos. |
| ---- | --------------- |  |  |  |  | --- | --- | -- | -- |  |  | -- | --- |  |  |  |  |  |  |  |  |  |  |  |  |  |  |  |  | ----- | ---- |
| 2006 | Yamaha e Ducati |  |  |  |  | Rit | Rit | 14 | 19 |  |  | 22 | Rit |  |  |  |  |  |  |  |  |  |  |  |  |  |  |  |  | 2     | 30º  |

| 2012 | Moto  |  |  |     |     |  |  |  |  |  |  |  |  |  |  |  |  |  |  |  |  |  |  |  |  |  |  |  |  | Punti | Pos. |
| ---- | ----- |  |  | --- | --- |  |  |  |  |  |  |  |  |  |  |  |  |  |  |  |  |  |  |  |  |  |  |  |  | ----- | ---- |
| 2012 | Honda |  |  | Rit | Rit |  |  |  |  |  |  |  |  |  |  |  |  |  |  |  |  |  |  |  |  |  |  |  |  | 0     |      |

| Legenda | 1º posto        | 2º posto            | 3º posto           | A punti      | Senza punti        | Grassetto – Pole position Corsivo – Giro più veloce |
| Legenda | Gara non valida | Non qual./Non part. | Ritirato/Non class | Squalificato | '-' Dato non disp. | Grassetto – Pole position Corsivo – Giro più veloce |

### Campionato mondiale Supersport
| 2006 | Moto   |  |  |  |  |  |  |  |  |     |    |  |  |  | Punti | Pos. |
| ---- | ------ |  |  |  |  |  |  |  |  | --- | -- |  |  |  | ----- | ---- |
| 2006 | Yamaha |  |  |  |  |  |  |  |  | Rit | 20 |  |  |  | 0     |      |

| 2007 | Moto  |    |   |     |    |    |   |   |    |    |   |     |     |    | Punti | Pos. |
| ---- | ----- | -- | - | --- | -- | -- | - | - | -- | -- | - | --- | --- | -- | ----- | ---- |
| 2007 | Honda | 13 | 9 | Rit | 13 | 11 | 8 | 8 | 16 | 14 | 7 | Rit | Rit | 17 | 45    | 15º  |

| 2008 | Moto             |    |    |     |    |    |     |    |    |    |     |     |     |  | Punti | Pos. |
| ---- | ---------------- | -- | -- | --- | -- | -- | --- | -- | -- | -- | --- | --- | --- |  | ----- | ---- |
| 2008 | Kawasaki e Honda | 18 | 19 | Rit | 23 | 25 | Rit | 21 | 23 | 27 | Rit | Rit | Rit |  | 0     |      |

| Legenda | 1º posto        | 2º posto            | 3º posto           | A punti      | Senza punti        | Grassetto – Pole position Corsivo – Giro più veloce |
| Legenda | Gara non valida | Non qual./Non part. | Ritirato/Non class | Squalificato | '-' Dato non disp. | Grassetto – Pole position Corsivo – Giro più veloce |